# Positivado
Se conoce como positivado a un procedimiento en el cual se obtiene el positivo de un negativo fotográfico ya sea mediante una copia por contacto o mediante el revelado.
El positivado surge como necesidad de dar solución a uno de los problemas que poseían los procesos fotográficos en dos pasos como el calotipo y era que al ser tomada la imagen esta se encontraba con los colores invertidos a los del natural, para subsanar esto se necesitaba de un paso adicional que formara una imagen con los colores reales.
- Datos: Q17996563